# Provinz Petorca
Die Provinz Petorca ist eine der acht Provinzen der chilenischen Region Valparaíso.

## Gemeinden
Die Provinz besteht aus den folgenden fünf Gemeinden:
| Gemeinde | Einwohner (2002) | Fläche (km²) |
| -------- | ---------------- | ------------ |
| Cabildo  | 18.916           | 1.455,3      |
| La Ligua | 31.987           | 1.163,4      |
| Papudo   | 4.608            | 165,6        |
| Petorca  | 9.440            | 1.516,6      |
| Zapallar | 5.659            | 288,0        |

## Wirtschaft und Umwelt
Petorca ist ein Zentrum des Avocado-Anbaus. So stammt mehr als die Hälfte der chilenischen Produktion aus der Provinz. Jedoch hat der hohe Wasserverbrauch – in Petorca werden für die Herstellung einer Avocado etwa 320 Liter Wasser benötigt – in Petorca ganze Flüsse ausgetrocknet. Im Jahr 2017 wurde bekannt, dass mehrere dänische Supermarktketten auf den Import von Avocados aus der Provinz Petorca verzichten, um die massiven Umweltprobleme zu verringern.